# Głowaczowa
Głowaczowa – wieś w Polsce, położona w województwie podkarpackim, w powiecie dębickim, w gminie Czarna.
Wierni Kościoła rzymskokatolickiego należą do parafii Wszystkich Świętych i Niepokalanego Serca NMP należącej do dekanatu Dębica Zachód w diecezji tarnowskiej.
W latach 1975–1998 miejscowość administracyjnie należała do województwa tarnowskiego.

## Integralne części wsi
| SIMC    | Nazwa       | Rodzaj     |
| ------- | ----------- | ---------- |
| 0816196 | Brody       | część wsi  |
| 0816204 | Budy        | część wsi  |
| 0816210 | Grabiec     | część wsi  |
| 0816227 | Grodoniówka | część wsi  |
| 0816233 | Koralówka   | część wsi  |
| 0816240 | Nawsie      | część wsi  |
| 0816285 | Rędziny     | przysiółek |
| 0816256 | Siwa Trawa  | część wsi  |
| 0816262 | Spina       | część wsi  |
| 0816279 | Zarzecze    | część wsi  |

## Historia
W 1419 roku przeniesiono z prawa polskiego na niemieckie wieś Głowaczową, zwaną także Potok, położoną między Górą Motyczną a Czarną. Inicjatorami tego posunięcia byli jej właściciele, Michał i Jan, dziedzice wsi Chotowa.
Urodził się tu Kazimierz Krzyżak ps. „Bronisław”, „Kalwin” – podpułkownik artylerii Wojska Polskiego, inżynier, podczas powstania warszawskiego dowódca Obwodu Warszawa–Powiat.
Na cmentarzu znajduje się mogiła zbiorowa żołnierzy Armii Czerwonej, poległych w styczniu 1945 r. w walkach o wyzwolenie tej wsi.